# Guillaume de Machaut

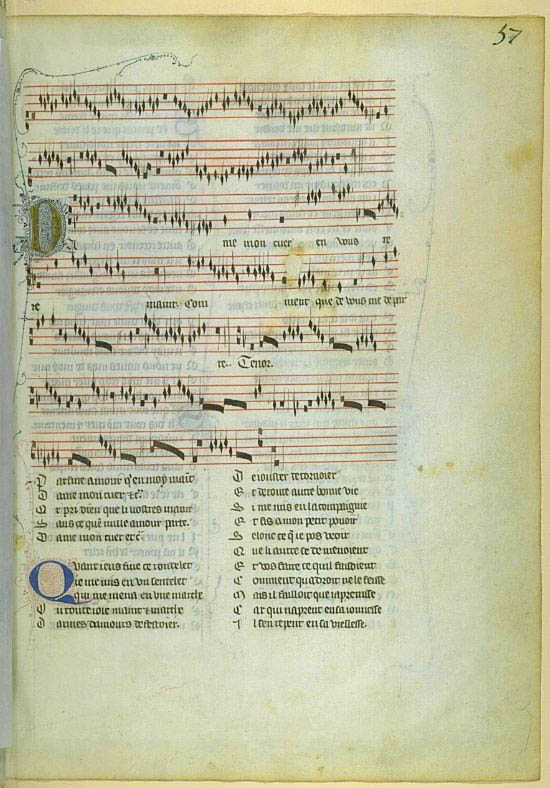
Egy rondójának kéziratoldala

Guillaume de Machaut vagy Machault, latinul Guillermus de Mascandio (kiejtése kb. „gijom dö másó”; Machault, 1300 táján – Reims, 1377 körül) francia klerikus, költő, muzsikus. A 14. századi francia irodalom legkiválóbb szerelmi költője, a század legjelentősebb zenésze.

## Életpályája
1323-tól 1346-ig János cseh király titkára volt. 1337-ben a Notre Dame javadalmasa. 1340-ben Reimsben telepedett le, kanonok lett. 1360-ban Saint-Omerben tevékenykedett, 1363-ban Párizsban, Reimsben, Meaux-ban és Crécy-en-Brie-ben működött.
Számos balladát, rondót, lai-t és virelai-t irt, a hozzájuk való zenével együtt.

## Művei
Történelmi költeménye: La prise d'Alexandrie (kiadta de Mas-Latrie; Genf, 1877), amely I. Lusignan Péter életéről és tetteiről szól.
Költeményeit Tarbé P. adta ki (Reims 1849); Le livre du voir-dit című művét pedig a párizsi könyvkedvelők társasága (Párizs, 1875).